# Inondation de 2012 à Maga
L’inondation à Maga en 2012 au Cameroun, est une catastrophe naturelle qui a débuté en 10 août 2012 dans la région de l'Extrême-Nord. L'afflux des eaux a été enregistré dans une vingtaine de localités situées dans deux communes du département du Mayo-Danay, Yagoua et Maga.

## Situation géographique
L'inondation se vit à Maga, commune du Cameroun située dans le département du Mayo-Danay, à proximité de la frontière avec le Tchad.

## Chronologie
Les pluies diluviennes ont permis une accumulation d'eau constatée le 10 août 2012.

## Conséquences

### Humaines
Médecins sans frontières déclare 2100 sinistrés suivis depuis la mi-octobre .
Le bilan enregistré fait état de plus de 30 morts et plusieurs centaines de milliers de sinistrés jusqu’au Nigéria voisin.

### Matérielles, économiques et financières
Les producteurs de riz estiment chacun en moyenne l’équivalent de 200 sacs de riz. La vente des sacs les moins touchés par les eaux se fait à moitié prix.
La société d’expansion et de modernisation de la riziculture de Maga en abrégé SEMRY, estime les pertes à 25000 tonnes pour Maga.
Le maire de la commune de Maga craint une possibilité de famine dans cette localité.

## Gestion de la crise par les autorités
Le 20 septembre 2012, le président de la république Paul Biya rend visite aux populations victimes des inondations dans les Régions du Nord et de l’Extrême-Nord,.
En 2013, par un accord de prêt avec la Banque mondiale, le gouvernement camerounais à travers le Ministère de l'économie, de la planification et de l'aménagement du territoire lance le Projet d’urgence de lutte contre les inondations en abrégé PULCI. Le projet porte sur la refection du barrage de Maga, près de 70 km de la digue du fleuve Logone, ainsi que des infrastructures d’adduction d’eau et d’irrigation connexes.